# János Csík
János Csík, madžarski rokometaš, * 20. december 1946.
Leta 1972 je na poletnih olimpijskih igrah v Münchnu v sestavi madžarske rokometne reprezentance osvojil osmo mesto.